# Rückeroth
Rückeroth – miejscowość i gmina w Niemczech, w kraju związkowym Nadrenia-Palatynat, w powiecie Westerwald, wchodzi w skład gminy związkowej Selters (Westerwald). Leży ok. 1 km od Herschbach i ok. 4 km od Selters (Westerwald).
Po raz pierwszy wzmiankowana w XIII wieku. W centrum miejscowości znajduje się ewangelicki kościół, pierwotnie zbudowany w XIII w. Obok kościoła rośnie pomnikowa lipa, pod którą według miejscowej legendy w średniowieczu odbywały się sądy. W lecie odbywają się spotkania miłośników zabytkowych pojazdów rolniczych.